# Угорськ

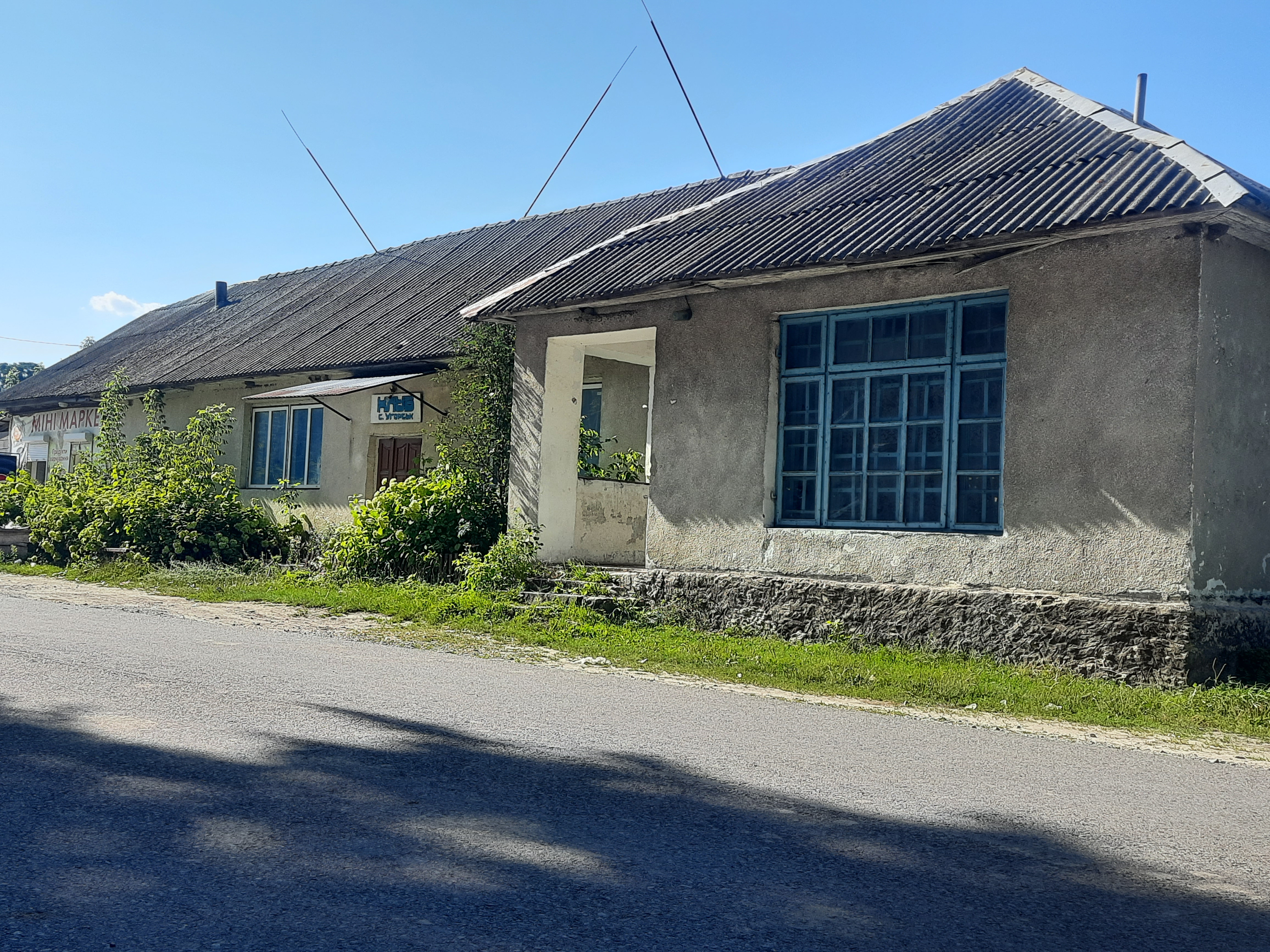
Клуб

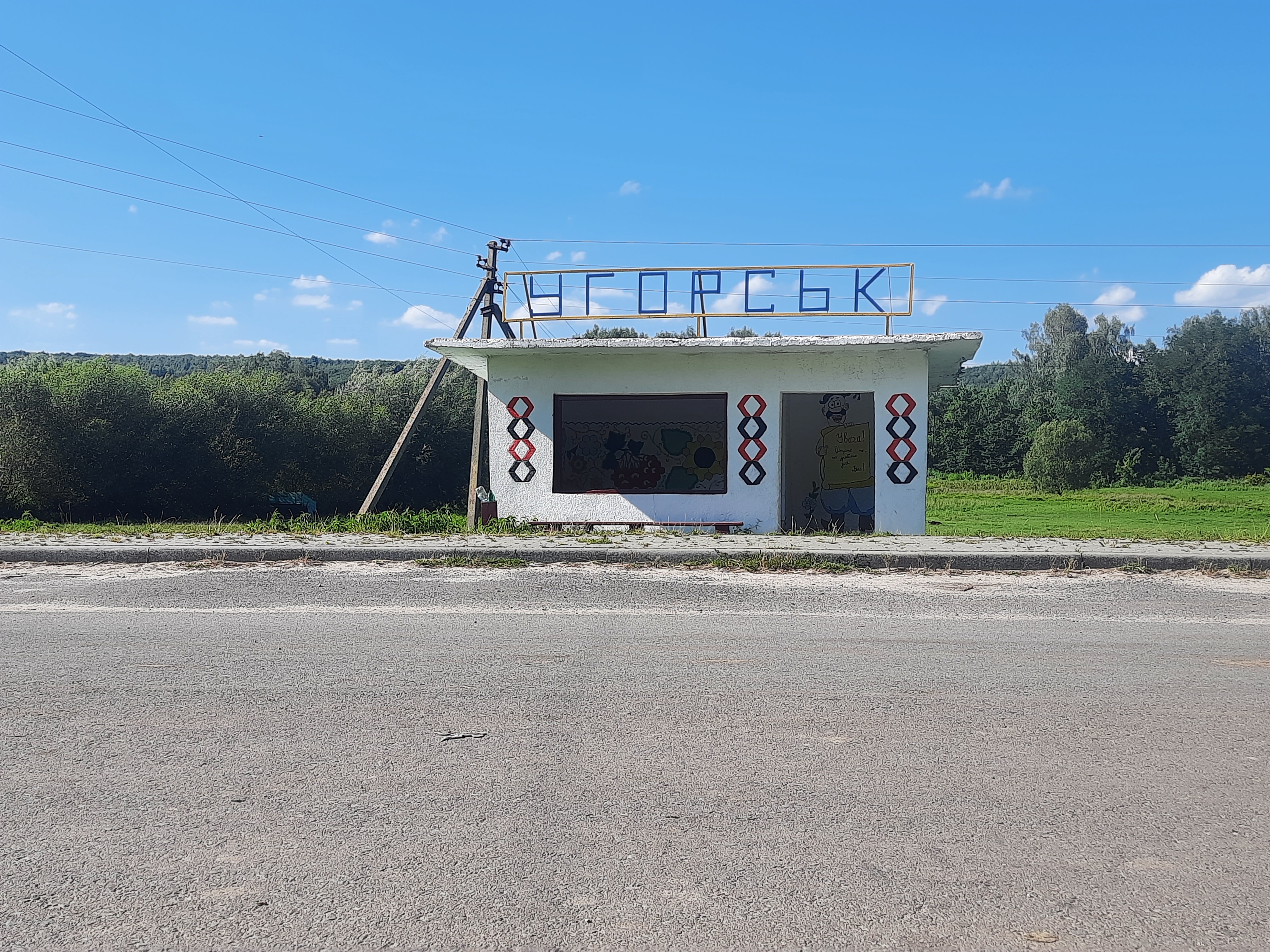
Автобусна зупинка

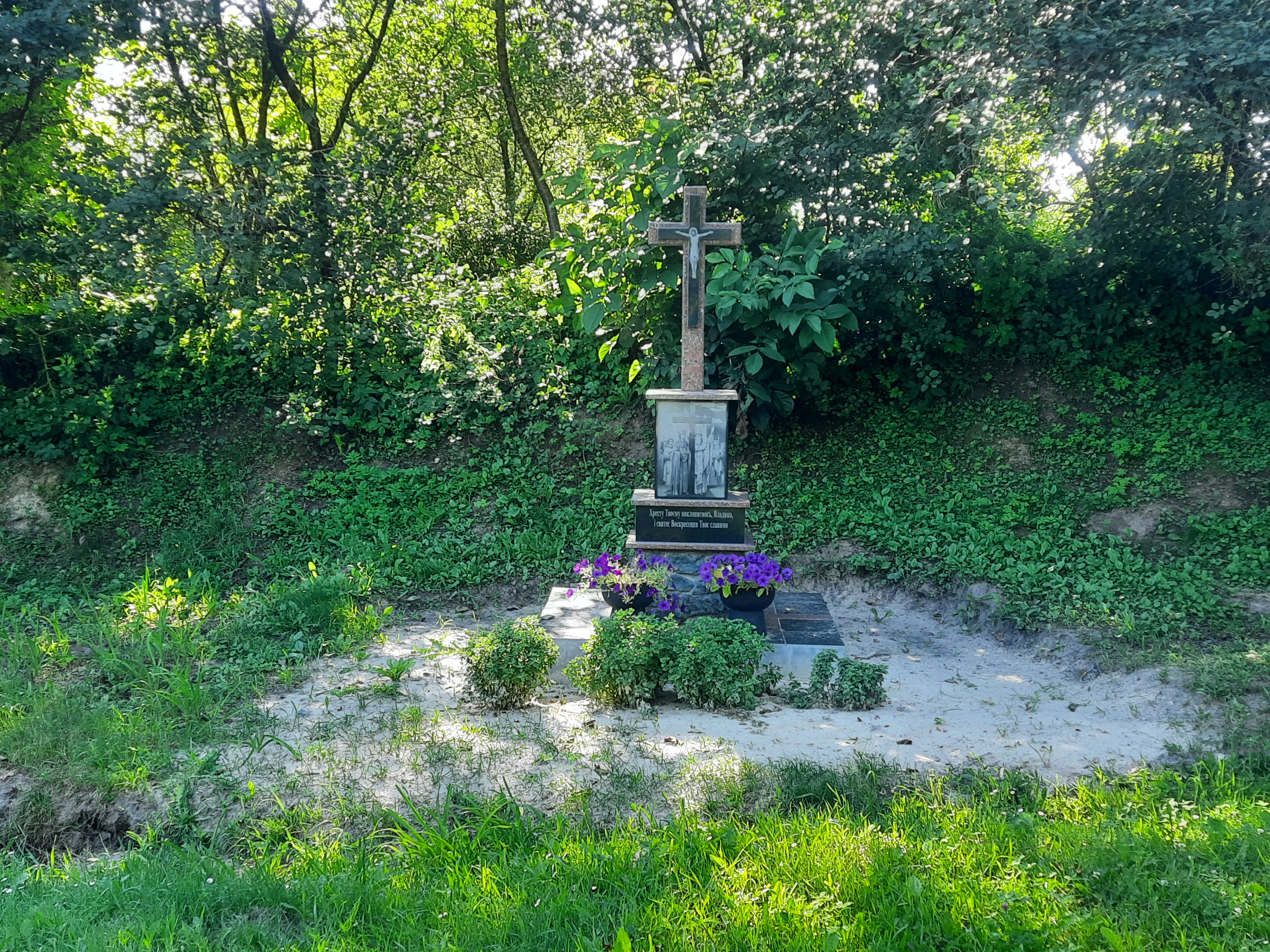
Пам'ятний хрест

Уго́рськ — село в Україні, у Шумській міській громаді Кременецького району Тернопільської області. Розташоване на півночі району.
Населення становить 597 осіб (2016).

## Назва
1 жовтня 1933 року утворено ґміну Угорськ Кременецького повіту і село включено до неї.
У 1946—1991 роках село мало назву Підгірське.

## Розташування
Село Угорськ лежить на північний схід від районного центру міста Кременець (20 км) та на захід від центру міської громади  Шумська (18 км). Межує з такими селами: Башківці, Стіжок, Тилявка, Забара. Село розташоване у підніжжі Кременецьких гір. Входить до Шумської ОТГ.

## Археологія
Поблизу Угорська виявлено археологічні пам'ятки пізнього палеоліту, скіфського періоду та давньоруської культури.

## Історія
Перша письмова згадка про Угорськ датується 1231 роком. Саме у цьому році князь Данило Галицький під час свого походу переміг племена угрів та заснував на цій місцевості поселення.
До території села входили такі хутори: Подоляни, Упріння, Михайлівка, Німеччина, Круча, Висока, Брання. Згодом деякі хутори (Подоляни, Михайлівка, Упріння) почали зникати, населення переселяється в центр села. Існує легенда про те, що на село напали татари (ХІІІ століття). У долині, яка називається Брання, пшеницю жали 100 женців, на яких напали татари. Коли їхні рідні прийшли на поле, то побачили біля дуба 100 серпів, а женців татари взяли у полон. Від того часу цю долину почали називати Брання.
Посередині села є гора Городисько. Люди заселялися навколо гори, обживались, городили плоти. Звідси і походить його назва. З північної сторони гори є погріб, у якому, за переказами, закопані церковні дзвони та від нього йшов підземний хід на Костющину.
За словами старожилів, починаючи з 1880 року пані Купачова, яка мала великий маєток у селі, почала продавати свої землі. На сході купували землю німецькі переселенці і таким чином утворився хутір Німеччина. На півдні купуваили землю чехи (Чещина), на південний захід — вихідці із Поділля (Подоляни). Перед першою світовою війною з'явилися поселенці на хуторі Михайлівка, багато було з Лановеччини, Стіжка.
Під час війни 1648—1654 років через село проходили полки Івана Богуна та Максима Кривоноса, але сутичок з польськими військами на території села не було. Після Переяславської ради Угорськ залишився під владою Польщі, за другим поділом Речі Посполитої у 1795 році територія колишнього Волинського воєводства, у тому числі й Угорськ відійшли до Російської імперії.
Колишні поміщицькі економії називалися фільварками. Населення, в основному, займалося сільським господарством, робили дьоготь, займалися гончарством, випалювали вугілля, займалися ткацтвом, а також виготовляли цеглу в Хмелевому саду на Михайлівці.
У 1740 році мешканці Угорська побудували нову церкву Івана Богослова, яка досі діюча. Спочатку це була невеличка капличка, згодом до неї добудували основну частину храму. Капличка стала вівтарем. Наприкінці 1980-х—початку 1990-х років до церкви зроблена нова добудова. Притвор, дзвіниця та половина церкви поєдналися з основною старою добудовою.
Жителі села перебували у важкому матеріальному становищі. До 1939 року 1650 десятин землі належало багатим землевласникам, зокрема поміщикам Спорятиній, Копачовій, а також 40 десятин належало церкві та 300 — селянам.
З посиленням робітничих страйкових рухів 1904—1905 років в країні поширились селянські заворушення. В селі поміщик Спорятин привласнив громадську долину — Верставію. Селяни з протестом пішли до поміщика, вимагаючи вернути долину. Наслідок цього — заарештовано декілька селян, проте долина залишилася селянам.
1938 року відкрито початкову школу, для дорослих — хату-читальню, клуб, при якому діяв гурток художньої самодіяльності. Також було відкрито медичний пункт, де населення могло одержати медичну допомогу та безкоштовні ліки. До 1941 року в селі діяв пологовий пункт.
Село Угорськ було окуповане військами Вермахту 2 липня 1941 року. З населенням, що їм не підкорялось, вони розправлялися дуже жорстоко: спалювали будинки, розстрілювали людей. 7 травня 1943 року окупанти оточили село та забрали 40 молодих людей на каторжні роботи до Німеччини.
Саме територія Угорська та хутора Німеччина, оточена з усіх боків горами та лісами, привернула увагу вояків УПА у 1942—1943 роках. Командир Петро Базилецький («Буревій») отримав наказ Олійника («Енея») зі своєю сотнею прорватися на Кременеччину й оперувати на південних теренах військової округи до повернення основних сил з'єднання. У ніч на 28 березня його відділ зайшов у Шумський район. Кілька днів буревійці рейдували навколишніми селами, уникаючи тяжких боїв. 8 квітня вони зайшли на хутір Німеччина й заночували у селян. Оточений з усіх боків лісами хутір став не тільки місцем зупинки загону повстанців, а й надійним сховком від німців та совєтів. Повстанці жили у людей по хатах, а продукти тримали у лісі в криївках. Бій зав'язався 9 квітня 1943 року. Із Забари та Угорська рухалися озброєні загони совєтів, напад їх був раптовим. У бою загинули «Буревій», чотовий «Богун», «Лановий», «Сосна» та ще кілька стрільців, декілька людей отримали поранення. Командування сотнею перебрав на себе політвиховник «Квітка». Вбитих повстанців поховали в трьох могилах: у найбільшій — близько сорока вояків, а у двох менших — двоє дівчат — зв'язкових та лікаря.
У 2014 році на місці полеглих вояків УПА було встановлено березовий хрест і вперше представники духовенства УПЦ КП відслужили панахиду за загиблими. Навесні 2017 року споруджено пам'ятний знак. 
21 травня 2017 року на хуторі Березина в урочищі Грушка поблизу села Угорськ відбулись заходи з нагоди вшанування повстанців, які полягли за волю України в боях з московсько-більшовицькими окупантами.
12 червня 2020 року, відповідно до розпорядження Кабінету Міністрів України № 724-р «Про визначення адміністративних центрів та затвердження територій територіальних громад Тернопільської області» село увійшло до складу Шумської міської громади.
19 липня 2020 року, в результаті адміністративно-територіальної реформи та ліквідації Шумського району, село увійшло до складу Кременецького району.

## Населення

### Мова
Розподіл населення за рідною мовою за даними перепису 2001 року:
| Мова       | Кількість | Відсоток |
| ---------- | --------- | -------- |
| українська | 675       | 99.7%    |
| російська  | 2         | 0.3%     |
| Усього     | 677       | 100%     |

## Відомі люди

### Народились
- Недзвецький Микола — політв'язень польських тюрем, один із організаторів і командирів військових відділів ОУН(м) на Кременеччині.

## Пам'ятки
У селі розташована мурована церква Івана Богослова.
Споруджено пам'ятники на могилі воїна М. Ракова (1964), воїнам-односельцям, полеглим у німецько-радянській війні (1969, реконструйовано 1990).

## Топоніміка
Горби і гори носять місцеві назви, а саме: на південний схід від центру села лежить найвища гора Городисько, висота якої по схилу 200 метрів. Вона з півночі покрита сосновим лісом, а з півдня — чагарниками. З північно-західної сторони села лежать гори Стоси, які є продовженням Волино-Подільської височини. Стоси покриті мішаним лісом. На південь від центру розташована Грицькова гора, яка покрита чагарниками і травами. На північ простяглась гора Костющина, покрита мішаним лісом. Поряд з великими горами є багато горбів: Чещина, Сіножаті, Вилка, Петровщина, Горби, Рання гора, Лиса гора, Вирубки.
Село оточують ліси: Довжок, Ріг, Домашник, Попівщина.

## Соціальна сфера
Працюють Угорська гімназія, клуб, бібліотека, фельдшерсько-акушерський пункт, відділення зв'язку, 2 торговельні заклади.